# Кушатта (Луїзіана)
Кушатта (англ. Coushatta) — місто (англ. town) в США, в окрузі Ред-Ривер штату Луїзіана. Населення — 1752 особи (2020).

## Географія
Кушатта розташована за координатами 32°1′33″ пн. ш. 93°20′26″ зх. д. / 32.02583° пн. ш. 93.34056° зх. д. (32.025822, -93.340590).  За даними Бюро перепису населення США в 2010 році місто мало площу 8,90 км², з яких 8,65 км² — суходіл та 0,25 км² — водойми.

### Клімат
| Клімат : Кушатта      | Клімат : Кушатта | Клімат : Кушатта | Клімат : Кушатта | Клімат : Кушатта | Клімат : Кушатта | Клімат : Кушатта | Клімат : Кушатта | Клімат : Кушатта | Клімат : Кушатта | Клімат : Кушатта | Клімат : Кушатта | Клімат : Кушатта | Клімат : Кушатта |
| Показник              | Січ.             | Лют.             | Бер.             | Квіт.            | Трав.            | Черв.            | Лип.             | Серп.            | Вер.             | Жовт.            | Лист.            | Груд.            | Рік              |
| Середній максимум, °C | 16,1             | 17,8             | 21,7             | 25,0             | 28,9             | 31,7             | 32,8             | 32,8             | 31,1             | 26,7             | 21,7             | 17,2             | 25,6             |
| Середній мінімум, °C  | 5,0              | 6,7              | 10,6             | 13,9             | 18,9             | 22,2             | 23,3             | 23,3             | 20,6             | 15,0             | 10,0             | 6,1              | 14,4             |
| Норма опадів, мм      | 140              | 84               | 89               | 91               | 155              | 155              | 130              | 122              | 152              | 99               | 117              | 117              | 1453             |
| --------------------- | ---------------- | ---------------- | ---------------- | ---------------- | ---------------- | ---------------- | ---------------- | ---------------- | ---------------- | ---------------- | ---------------- | ---------------- | ---------------- |
| Джерело: Weatherbase  |                  |                  |                  |                  |                  |                  |                  |                  |                  |                  |                  |                  |                  |

## Демографія
Згідно з переписом 2010 року, у місті мешкали 1964 особи в 675 домогосподарствах у складі 453 родин. Густота населення становила 221 особа/км².  Було 789 помешкань (89/км²).
Расовий склад населення:
| - 69,2 % — чорних або афроамериканців - 29,0 % — білих - 0,4 % — корінних американців - 0,4 % — азіатів - 0,1 % — вихідців з тихоокеанських островів |

До двох чи більше рас належало 0,3 %. Частка іспаномовних становила 1,4 % від усіх жителів.
За віковим діапазоном населення розподілялося таким чином: 29,0 % — особи молодші 18 років, 58,5 % — особи у віці 18—64 років, 12,5 % — особи у віці 65 років та старші. Медіана віку мешканця становила 32,3 року. На 100 осіб жіночої статі у місті припадало 93,9 чоловіків;  на 100 жінок у віці від 18 років та старших — 88,1 чоловіків також старших 18 років.
Середній дохід на одне домашнє господарство  становив 36 106 доларів США (медіана — 25 707), а середній дохід на одну сім'ю — 39 103 долари (медіана — 28 301). Медіана доходів становила 30 875 доларів для чоловіків та 21 059 доларів для жінок. За межею бідності перебувало 34,1 % осіб, у тому числі 40,7 % дітей у віці до 18 років та 36,3 % осіб у віці 65 років та старших.
Цивільне працевлаштоване населення становило 812 осіб. Основні галузі зайнятості: освіта, охорона здоров'я та соціальна допомога — 28,9 %, виробництво — 14,8 %, будівництво — 9,2 %, сільське господарство, лісництво, риболовля — 8,7 %.